# Федеральный закон № 187-ФЗ 2013 года
Федеральный закон от 2 июля 2013 года № 187-ФЗ «О внесении изменений в законодательные акты Российской Федерации по вопросам защиты интеллектуальных прав в информационно-телекоммуникационных сетях» (ранее Законопроект № 292521-6, в СМИ также известен как «Антипиратский закон», «Русская SOPA», «Закон против интернета» и «Закон о произвольных блокировках») — закон, подразумевающий возможность блокировки сайтов, содержащих нелицензионный контент, по требованию правообладателя.
Изначально предполагалось, что это коснётся всех видов информации, однако, после внесения поправок, закон будет применяться только для видеопродукции. Если после предупреждения владельцы сайта не удалят спорный материал, то весь ресурс будет блокироваться. Однако, правообладатель должен будет доказать, что обладает правами в отношении того размещённого в сети контента, который он намеревается удалить. Все подобные вопросы будут решаться только через Мосгорсуд, в который правообладатель должен подать иск в течение установленного судом срока, но не более чем через 15 суток со дня вынесения судом определения о применении обеспечительных мер (сам процесс блокировки сайта при этом занимает 5 рабочих дней с момента представления определения суда в Роскомнадзор). Если правообладатель не подал иск или проиграл его, он должен возместить убытки всем лицам, права и законные интересы которых были нарушены блокировкой сайта.
Одним из результатов принятия законопроекта в первом чтении стало массовое удаление и переименование музыкальных треков в социальной сети «Вконтакте».
Сразу после вступления в силу закона Роскомнадзор заявил, что для его исполнения потребуется 97 миллионов рублей в год.

## Рассмотрение законопроекта
Законопроект был рассмотрен Государственной Думой РФ, Советом Федерации и принят президентом в чрезвычайно сжатые сроки:
- 6 июня 2013 года — внесён в Государственную Думу депутатами Владимиром Бортко (КПРФ), Еленой Драпеко (Справедливая Россия) и Марией Максаковой-Игенбергс (Единая Россия)[6], к которым присоединились Мария Кожевникова, Леонид Левин и Роберт Шлегель.
- 14 июня 2013 года — был принят в первом чтении.
- 21 июня 2013 года — был принят сразу во втором и третьем чтениях[7]. Единственным депутатом, проголосовавшим против закона во всех чтениях, был Дмитрий Гудков.
- 26 июня 2013 года — одобрен Советом Федерации[8].
- 2 июля 2013 года — подписан президентом Владимиром Путиным[9].
- 1 августа 2013 года — официально вступил в силу.

## Содержание законопроекта

### Поправки вАрбитражный процессуальный кодекс Российской Федерации
Дела рассматриваются Московским городским судом.

### Поправки вГражданский процессуальный кодекс Российской Федерации
Московский городской суд становится судом первой инстанции для дел, которые связаны с защитой исключительных прав на фильмы, в том числе кинофильмы, телефильмы, в информационно-телекоммуникационных сетях, в том числе в сети «Интернет».
В список мер по обеспечению иска включается возложение на ответчика и других лиц обязанности совершить определенные действия, касающиеся предмета спора о нарушении исключительных прав на фильмы, в том числе кинофильмы, телефильмы, в информационно-телекоммуникационных сетях, в том числе в сети «Интернет».
Суд может по письменному заявлению гражданина или организации принять предварительные обеспечительные меры, направленные на обеспечение защиты исключительных прав на фильмы, в том числе кинофильмы, телефильмы, заявителя в информационно-телекоммуникационных сетях, в том числе в сети «Интернет», до предъявления иска.

### Поправки вФедеральный закон «Об информации, информационных технологиях и о защите информации»
Правообладатель в случае обнаружения фильмов, в том числе кинофильмов, телефильмов, или информации, необходимой для их получения с использованием информационно-телекоммуникационных сетей, которые распространяются без его разрешения или иного законного основания, вправе обратиться в федеральный орган исполнительной власти, осуществляющий функции по контролю и надзору в сфере средств массовой информации, массовых коммуникаций, информационных технологий и связи, с заявлением о принятии мер по ограничению доступа к информационным ресурсам, распространяющим такие фильмы или информацию, на основании вступившего в силу судебного акта.
Федеральный орган исполнительной власти, осуществляющий функции по контролю и надзору в сфере средств массовой информации, массовых коммуникаций, информационных технологий и связи, на основании вступившего в силу судебного акта в течение трех рабочих дней определяет провайдера хостинга, направляет ему уведомление на русском и английском языках о нарушении авторских прав. В течение одного рабочего дня с момента уведомления хостинг-провайдер обязан проинформировать владельца информационного ресурса. Владелец информационного ресурса в течение одного рабочего дня с момента получения уведомления от хостинг-провайдера обязан удалить незаконно размещенную информацию. В случае его отказа или бездействия провайдер хостинга обязан ограничить доступ к ресурсу в течение трех рабочих дней с момента получения уведомления от федерального органа исполнительной власти.
В случае непринятия мер провайдером хостинга, доменное имя, сетевой адрес, указатели страниц сайта в сети «Интернет» информационного ресурса, а также иные сведения об этом сайте, и информация направляются по системе взаимодействия операторам связи для принятия мер по ограничению доступа к данному информационному ресурсу или к размещенной на нём информации.
Федеральный орган исполнительной власти, осуществляющий функции по контролю и надзору в сфере средств массовой информации, массовых коммуникаций, информационных технологий и связи, на основании вступившего в силу судебного акта в течение трех рабочих дней со дня получения судебного акта об отмене ограничения доступа к информационному ресурсу уведомляет провайдера хостинга или иное указанное в пункте 1 части 2 настоящей статьи лицо и операторов связи об отмене мер по ограничению доступа к данному информационному ресурсу.
В течение суток с момента получения по системе взаимодействия сведений об информационном ресурсе, оператор связи, оказывающий услуги по предоставлению доступа к информационно-телекоммуникационной сети «Интернет», обязан ограничить доступ к такому информационному ресурсу, в том числе к сайту в сети «Интернет», или к странице сайта.
Провайдер хостинга и владелец сайта в сети «Интернет» освобождаются от ответственности перед правообладателем и перед пользователем за ограничение доступа к информации и (или) ограничение её распространения в соответствии с требованиями настоящего Федерального закона.

### Поправки вГражданский кодекс Российской Федерации
Вносится определение «информационного посредника» — лицо, осуществляющее передачу материала в информационно-телекоммуникационной сети, в том числе в сети «Интернет», лицо, предоставляющее возможность размещения материала или информации, необходимой для его получения с использованием информационно-телекоммуникационной сети, лицо, предоставляющее возможность доступа к материалу в этой сети.
Информационный посредник, осуществляющий передачу материала в информационно-телекоммуникационной сети, не несет ответственность за нарушение интеллектуальных прав, произошедшее в результате этой передачи, при одновременном соблюдении следующих условий:
1. он не является инициатором этой передачи и не определяет получателя указанного материала;
2. он не изменяет указанный материал при оказании услуг связи, за исключением изменений, осуществляемых для обеспечения технологического процесса передачи материала;
3. он не знал и не должен был знать о том, что использование соответствующих результата интеллектуальной деятельности или средства индивидуализации лицом, инициировавшим передачу материала, содержащего соответствующие результат интеллектуальной деятельности или средство индивидуализации, является неправомерным.

Информационный посредник, предоставляющий возможность размещения материала в информационно-телекоммуникационной сети, не несет ответственность за нарушение интеллектуальных прав, произошедшее в результате размещения в информационно-телекоммуникационной сети материала третьим лицом или по его указанию, при одновременном соблюдении информационным посредником следующих условий:
1. он не знал и не должен был знать о том, что использование соответствующих результата интеллектуальной деятельности или средства индивидуализации, содержащихся в таком материале, является неправомерным;
2. он в случае получения в письменной форме заявления правообладателя о нарушении интеллектуальных прав с указанием страницы сайта и (или) сетевого адреса в сети «Интернет», на которых размещен такой материал, своевременно принял необходимые и достаточные меры для прекращения нарушения интеллектуальных прав. Перечень необходимых и достаточных мер и порядок их осуществления могут быть установлены законом.

Информационный посредник несет ответственность за нарушение интеллектуальных прав на общих основаниях, предусмотренных настоящим Кодексом, при наличии вины, кроме указанных выше случаев.
К информационному посреднику, который в соответствии с настоящей статьей не несет ответственность за нарушение интеллектуальных прав, могут быть предъявлены требования о защите интеллектуальных прав, не связанные с применением мер гражданско-правовой ответственности, в том числе об удалении информации, нарушающей исключительные права, или об ограничении доступа к ней.

## Критика

### Реакция интернет-индустрии
Против принятия законопроекта выступил ряд интернет-корпораций, включая Яндекс, Google и Mail.ru. Так, по мнению пресс-службы Mail.ru, он «концептуально идёт вразрез с международным опытом… и в текущей редакции окажет негативное воздействие на интернет-отрасль», а представители «Яндекса» назвали его «технически нереализуемым и потенциально опасным». Более того, эксперты высказывают опасения, что в случае принятия закон может стать инструментом политической цензуры, а также повредить самим правообладателям.
26 июня 2013 года Российская Ассоциация электронных коммуникаций написала обращение к Госдуме с просьбой отменить антипиратский закон. К обращению в общей сложности присоединились 11 крупнейших представителей Рунета.
1 июля 2013 года общественная организация «Роскомсвобода» выступила с предложением к владельцам интернет-ресурсов устроить всеобщую забастовку, аналогичную тем, что устраивались во время принятия SOPA и PIPA. Уже 2 июля электронные библиотеки «Флибуста», «Куллиб» и «Максима» поддержали эту инициативу и прекратили работу на сутки. 1 августа около 1300 сайтов выключили свои сервера или поставили протестные баннеры.
28 июля 2013 года Пиратская партия России провела в Москве митинг-концерт «За свободный Интернет», направленный против этого закона. Аналогичные акции протеста состоялись в Санкт-Петербурге, Казани, Томске, Бийске, Хабаровске, Новосибирске, Ханты-Мансийске и ряде других городов.
В августе 2013 года крупнейшие онлайн-кинотеатры в Рунете объединились в Ассоциацию «Интернет-видео». Основной целью деятельности отраслевой Ассоциации является развитие рынка легального видеоконтента и защита от нелегального распространения видеопродукции в сети Интернет. Катализатором объединения стала работа над «антипиратским» законом, вступившим в силу с 1 августа 2013 года (он регулирует порядок ограничения доступа к сайтам, посредством которых осуществляется распространение аудиовизуальных произведений с нарушением интеллектуальных прав правообладателей). Препятствовать распространению нелегального видеоконтента на территории России будут крупнейшие онлайн-кинотеатры российского сегмента интернета: Tvzavr.ru, 1tv.ru, Ivi.ru, Molodejj.tv, Stream.ru, Amediateka.ru, Megogo.net, Now.ru, Tvigle.ru, Viaplay.ru, Zoomby.ru и ряд других.

### Петиции
6 февраля 2012 года Владимир Путин предложил рассматривать в парламенте общественные инициативы, которые соберут более 100 тысяч подписей в Интернете. В связи с этим перед первым чтением законопроекта на сайте onlinepetition.ru была создана петиция против его принятия, собравшая 100 тысяч подписей 4 июля 2013 года. Авторы петиции отмечают, что законопроект является ещё более жёсткой версией скандальных американских SOPA и PIPA, принятие которых сопровождалось забастовками крупных Интернет-сервисов вроде Google и Википедии и в конечном счёте было провалено. На том же сайте позднее было создано ещё несколько аналогичных петиций, однако они не получили широкой поддержки.
Поскольку сайт onlinepetition.ru не имеет легального статуса и вероятность рассмотрения президентом опубликованных там петиций мала, 4 июля 2013 года новую петицию создали уже на сайте Российской общественной инициативы, специально предназначенном для этого. 100 тысяч голосов она собрала 10 августа 2013 года, став второй инициативой после предложения Алексея Навального о запрете чиновникам и сотрудникам компаний с государственным (муниципальным) участием приобретать легковые автомобили стоимостью свыше 1.5 миллионов рублей, переданной на рассмотрение в экспертную группу.
Но депутат Роберт Шлегель, член комитета Госдумы по информационной политике, информационным технологиям и связи, уверяет, что петиция против антипиратского закона не приведет к его отмене. Более того, действие закона планируется расширить этой осенью и распространить на музыку, компьютерные программы, книги, тексты и фотографии. Петицию отклонили 14 октября.